# Palazzo Vidoni Caffarelli
Palazzo Vidoni Caffarelli é um palácio localizado entre a Via del Sudario, Piazza Vidoni e o Corso Vittorio Emanuele II em Roma, Itália. É um dos mais antigos palácios renascentistas da cidade e um dos poucos ainda existentes, apesar de muito modificado e ampliado, entre os construídos no primeiro decênio do século XVI, ainda na época de Bramante e Rafael, segundo o protótipo do Palazzo Caprini.

## História

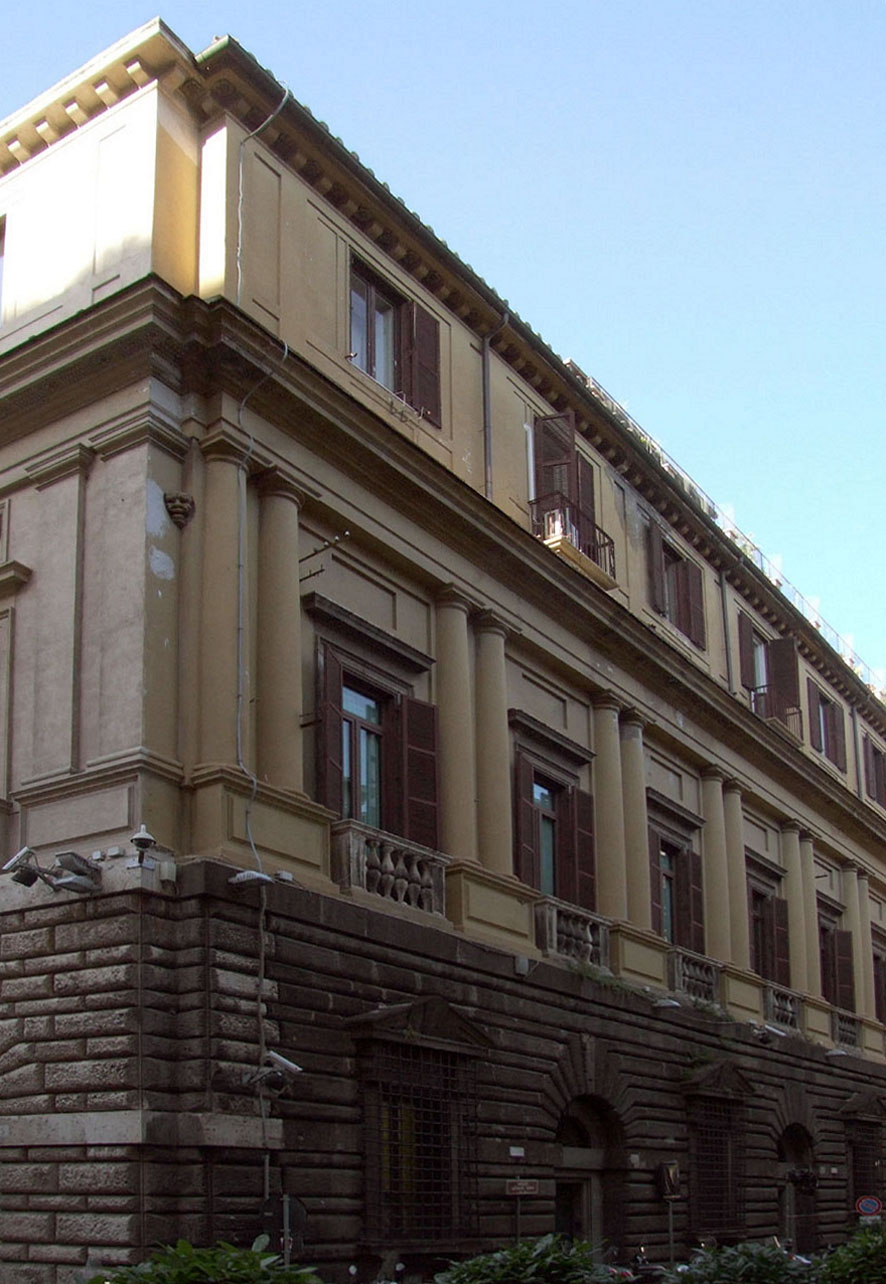
Fachada original do século XVI na Via del Sudario

Apesar de ter sido atribuído por muito tempo exclusivamente a Rafael (numa lápide no pátio do palácio ainda se pode ler esta atribuição), é provável que ele tenha tido ajuda de um de seus pupilos, Lorenzo Lotti, conhecido como "Lorenzetto". Giorgio Vasari cita um desenho fato pelo escultor Lorenzo di Ludovico, dito Lorenzeto, aluno de Rafael.
O palácio foi construído entre 1515 e 1536 por Bernardino Caffarelli, da família Caffarelli, englobando edifícios pre-existentes localizadas em uma vasta propriedade da família no rione Sant'Eustachio. A fachada do edifício original corresponde atualmente à que está de frente para a Via del Sudario. A elevação do último piso e as amplas expansões do edifício são de fases posteriores da construção.
No século XVIII, o edifício, depois de passar pelas mãos de várias pessoas (incluindo um cardeal Stoppani, que acrescentou seu nome ao palácio foi no século XIX - Palazzo Caffarelli Stoppani Vidoni), foi adquirido pelo cardeal Pietro Vidoni, que o ampliou, e depois pela família Giustiniani Bandini, que realizou a última ampliação em 1886 depois da abertura do Corso Vittorio Emanuele II; a esta reforma se deve a fachada principal, num estilo arquitetônico que imita, através de uma fachada marcada por pilastras, a fachada do século XVI.
Finalmente, no século XX, o edifício foi sede da embaixada da Alemanha e depois Palazzo del Littorio. Atualmente o edifício sedia o Ministero della Funzione Pubblica.

### Pacto doPalazzo Vidoni
Em 2 de outubro de 1925, graças aos esforços da ditadura fascista, foi firmado no Palazzo Vidoni um histórico acordo entre a Confederazione generale dell'industria italiana e a Confederazione delle corporazioni fasciste, que de fato eliminou o sindicalismo livre na Itália.

## Características estilísticas
O edifício original remete a um modelo e a um estilo atribuído não apenas a Rafael, mas sobretudo a Bramante e, em particular, ao já demolido Palazzo Caprini, residência de Rafael. A fachada apresentava sete reentrâncias, com piso térreo em faixas horizontais de tufo de cor escura rusticadas. O piso nobre, por outro lado, era marcado por pares de semicolunas dóricas com trabeações sobrepostas. Por conta disto, não há friso com métope por causa dos pares de semi-colunas, o que evidencia a intervenção de um projetista menos qualificado e menos pessoal de Rafael.

## Patrimônio artístico
O palácio conserva, na "Sala Carlos V", importantes afrescos do século XVI que representam momentos da vida do imperador e de autoria desconhecida, possivelmente da escola maneirista de Perin del Vaga, aluno de Rafael. Outros afrescos do século XVIII, no passado atribuído a Anton Raphael Mengs e recentemente atribuídos a artistas romanos da época: Nicola Lapiccola, Bernardino Nocchi, Tommaso Conca e Ludovico Mazzanti. No pátio interior estão conservadas algumas estátuas romanas e uma fonte esculpida a partir de um sarcófago do período clássico.
Ali está também a decoração de um portal de mármore representando leão de São Marcos da República de Veneza oriundo de uma cidade croata.